# Phare d'Atafona
Le Phare d'Atafona (en portugais : Farol de Atafona) est un phare situé dans la municipalité de São João da Barra de l'État de Rio de Janeiro - (Brésil). 
Ce phare est la propriété de la Marine brésilienne  et il est géré par le Centro de Sinalização Náutica e Reparos Almirante Moraes Rego (CAMR) au sein de la Direction de l'Hydrographie et de la Navigation (DHN).

## Histoire
Le premier phare, mis en service en 1889, était une tour en fonte érigée sur Pontal de Atafona, une ancienne station balnéaire. Il a été détruit par l'érosion de la plage. Il a été remplacé par un phare en maçonnerie, construit en 1910, qui a aussi disparu avec l'érosion de la plage..
Le phare actuel, mis en service en 2007, est une tour carrée en poutrelles métalliques de 25 m de haut. La tour est peinte avec des bandes horizontales blanches et noires. 
Le phare émet, à une hauteur focale de 30 m, deux éclats blancs toutes les 15 secondes avec une portée maximale de 16 milles marins (environ 30 km). Il est érigé sur la rive sud de l'embouchure du Rio Paraíba do Sul, au nord de São João da Barra.
Identifiant : ARLHS : BRA008 ; BR2148 - Amirauté : G0338 - NGA :18332 .

### Lien connexe
- Liste des phares du Brésil